# Drew Gulak
Drew Gulak (Abington, 28 de abril de 1987) é um lutador profissional americano atualmente contratado pela WWE, onde atua na marca SmackDown. Ele é um ex-Campeão Peso Cruzador da WWE e oito vezes Campeão 24/7 da WWE.
Gulak era anteriormente mais conhecido por seu trabalho na Combat Zone Wrestling (CZW), onde foi uma vez Campeão Mundial dos Pesos Pesados da CZW, duas vezes Campeão Mundial de Duplas da CZW, uma vez Campeão de TV com Fio da CZW e o Vencedor do Memorial Battle Royal Chris Cash de 2005. Ele também trabalhou para outras promoções independentes, incluindo Chikara, Evolve e Pro Wrestling Guerrilla.

## Carreira na luta livre profissional

### Combat Zone Wrestling (2005–2016)
Gulak começou a treinar para uma carreira na luta livre profissional em 2004 na Combat Zone Wrestling (CZW) Wrestling Academy e na Chikara Wrestle Factory. Ele fez sua estréia pela CZW em 10 de setembro de 2005, no Down With The Sickness 4-Ever, um show de tributo a Chris Cash, vencendo uma batalha real. Gulak foi rapidamente emparelhado com o colega da CZW Wrestling Academy Andy Sumner e, conhecido como Team AnDrew, a dupla conquistou o Campeonato Mundial de Duplas da CZW duas vezes antes de se separar em 2009.
Gulak mudou-se para a competição individual após a dissolução da equipe, e no início de 2010, ele ganhou o Campeonato de TV com Fio da CZW ao derrotar Tyler Veritas em uma gravação de televisão no Swinging for the Fences. Gulak manteve o título por 429 dias, derrotando lutadores como Nick Gage, Zack Sabre Jr., Rich Swann e Sumner. Durante seu reinado como Campeão da Wired TV, Gulak começou a se caracterizar como um líder político e ativista dentro da CZW, manifestando-se contra questões éticas de violência, incluindo a famosa ultraviolência da CZW e a manipulação frequente de árbitros de empresas, visando especificamente as ações de Nick Gage. Gage foi legitimamente preso no final de 2010 por assalto a banco, e Gulak trabalhou em enredos zombando de Gage e associando-se ao ex-gerente de Gage, Dewey Donovan. Ele também continuou a falar contra a violência e má gestão dentro da CZW. Isso atraiu a ira de vários membros do plantel, como o ex-parceiro de treinamento Danny Havoc, Jon Moxley e Devon Moore, que começaram a interromper as apresentações de Gulak e atacá-lo. Em resposta, Gulak contratou Nui Tofiga para proteção. Em 11 de junho de 2011, Gulak perdeu o Campeonato de TV com Fio para AR Fox no Prelude to Violence 2. Gulak então começou a expandir sua "Campanha por uma zona de combate melhor" recrutando Alexander James como seu estagiário e Kimber Lee como ativista pelos direitos das mulheres na luta profissional.
No Tangled Web 6 em 10 de agosto de 2013, Gulak derrotou Masada para ganhar o Campeonato Mundial dos Pesos Pesados da CZW. No Proving Grounds em maio de 2014, Gulak perdeu o título para Biff Busick.

### Circuito independente (2005–2017)
Além da CZW, Gulak também trabalhou para a Beyond Wrestling, Dragon Gate USA, Evolve e Inter Species Wrestling. Em 2013, ele venceu o torneio Style Battle pela Evolve e depois participou da edição de 2014. Em agosto de 2014, Gulak fez sua estreia pela Pro Wrestling Guerrilla, participando do evento anual Battle of Los Angeles. Gulak participou do torneio anual King of Trios de Chikara várias vezes; em 2008, juntou-se a Andy Sumner e Tim Donst, em 2014, competiu ao lado de Chuck Taylor e o Monstro do Pântano e, em 2016, fez parte do Team #CWC, ao lado de Cedric Alexander e Johnny Gargano. Ao competir como Drew Gulak, sua equipe não conseguiu progredir da primeira rodada todas as vezes. No entanto, como Soldado Formiga, sua equipe, The Colony, venceu a edição de 2011 do torneio.
Gulak também competiu internacionalmente. Em junho de 2016, Gulak viajou para as Ilhas do Canal para fazer sua estreia na Channel Island World Wrestling.

### WWE

#### No-Fly Zone (2016–2018)
Em 7 de maio de 2016, Gulak derrotou Tracy Williams no Evolve 61 para se qualificar para o próximo torneio Cruiserweight Classic da WWE. O torneio começou em 23 de junho, com Gulak derrotando Harv Sihra em sua primeira rodada. Em 14 de julho, Gulak foi eliminado do torneio por Zack Saber Jr. Gulak apareceu no episódio de 14 de setembro do NXT, perdendo para Hideo Itami. Em 26 de setembro no episódio do Raw, Gulak fez sua estreia no elenco principal, em parceria com Lince Dorado em uma derrota para Cedric Alexander e Rich Swann. No pré-show do Hell in a Cell, Gulak se estabeleceu como um heel, juntando-se a Tony Nese e Ariya Daivari em uma derrota para Cedric Alexander, Lince Dorado e Sin Cara. No pré-show do Survivor Series, Gulak, Tony Nese e Ariya Daivari perderam para T.J. Perkins, Rich Swann e Noam Dar. Em dezembro, foi confirmado que Gulak havia assinado com a WWE. Em 2 de janeiro de 2017, episódio do Raw, Gulak venceu sua primeira luta no elenco principal contra Cedric Alexander.
Em 2017, Gulak introduziu uma nova gimmick na WWE, começando a campanha para um "melhorar o 205 Live", em um aceno para seu personagem anterior na CZW. A campanha incluiu Gulak pedindo a Mustafa Ali para usar um estilo mais conservador no ringue como parte de uma campanha "No-Fly Zone". Isso provocou uma rivalidade entre os dois, que terminou em 18 de julho no episódio do 205 Live, quando Gulak perdeu para Ali em uma luta de duas de três quedas. Como parte de sua gimmick, ele começou a incorporar suas próprias apresentações em PowerPoint toda semana em seus planos para um 205 Live melhor. Gulak passou a rivalizar com Akira Tozawa sobre seu grito de guerra. No episódio de 10 de outubro do 205 Live, Gulak atacou Tozawa na rampa e depois machucou sua caixa de voz. Tozawa se vingou de Gulak, o que levou a uma luta em 31 de outubro no episódio 205 Live, que Tozawa venceu. enquanto continua sua rivalidade com Tozawa. Em 21 de novembro no episódio do 205 Live, Gulak perdeu para Tozawa em uma Street Fight, encerrando sua rivalidade. Em 4 de dezembro no episódio do Raw, Gulak venceu uma luta fatal four-way para enfrentar Rich Swann na semana seguinte, com o vencedor ganhando uma luta contra Enzo Amore pelo Campeonato Peso Cruzado da WWE. No entanto, Swann foi suspenso antes da partida e substituído por Cedric Alexander. Em 18 de dezembro no episódio do Raw, Gulak perdeu para Cedric Alexander, tornando-o incapaz de enfrentar Amore pelo Campeonato Peso Cruzado da WWE. Em 23 de janeiro de 2018, Amore foi demitido da WWE e "Zo Train" foi discretamente dissolvida.

#### Campeão Peso Cruzado (2018–2019)
Em fevereiro de 2018, Gulak entrou em um torneio de eliminação única de 16 homens para determinar um novo campeão dos pesos-cruzados da WWE, com a rodada final marcada para ocorrer na WrestleMania 34. Gulak derrotou Tony Nese e Mark Andrews por finalização a caminho da semi-final. onde perdeu para Mustafa Ali. Durante este tempo, Gulak parou as apresentações em PowerPoint e sua campanha "No-Fly Zone" para um melhor 205 Live, e desenvolveu um novo personagem com aspirações de ser o melhor especialista em submissão da WWE. Nessa época, Gulak formou uma aliança com Gentleman Jack Gallagher e The Brian Kendrick para rivalizar com Lucha House Party (Kalisto, Gran Metalik e Lince Dorado), com as duas equipes trocando vitórias, incluindo uma luta de eliminação de duplas de seis homens, que Gulak ganhou por sua equipe. Em 24 de julho no episódio de 205 Live, Gulak venceu uma luta fatal four-way envolvendo Mustafa Ali, Hideo Itami e TJP para se tornar o desafiante número um ao Campeonato Peso Cruzado. Gulak desafiou Cedric Alexander no SummerSlam e no episódio de 19 de setembro do 205 Live, onde ele não teve sucesso nas duas vezes.
No episódio de 3 de outubro do 205 Live, Gulak e Gallagher atacaram Kendrick, citando-o como o "elo fraco" da equipe. Isso levou Kendrick a se aliar ao ex-rival Akira Tozawa para enfrentar Gulak e Gallagher, com os dois lados trocando vitórias, culminando em um Street Fight em 18 de dezembro no episódio do 205 Live, onde Gulak e Gallagher perderam. Depois, Gulak e Gallagher tentariam recrutar Humberto Carrillo, ao mesmo tempo em que tentavam convencê-lo a parar de usar movimentos de alta velocidade e adotar mais ataques no solo. Gulak competiu em um torneio para determinar um novo desafiante pelo Campeonato Peso Cruzado de Buddy Murphy na WrestleMania 35, onde derrotou The Brian Kendrick no primeiro round, mas perdeu para o eventual vencedor Tony Nese nas semifinais. Em 9 de abril de 2019, episódio do 205 Live, depois que Gulak atacou Humberto Carrillo durante sua luta com Gallagher, Gallagher deu uma cabeçada em Gulak para fora do ringue, encerrando assim sua aliança.
Após abril, Gulak foi retirado da televisão e postou uma série de tweets enigmáticos sugerindo uma virada sombria para seu personagem. Ele voltou ao ringue em junho, exibindo uma atitude mais agressiva e repertório no ringue. Durante esse tempo, Gulak continuou a remover elementos de seua gimmick anterior, como fazer slogans de campanha e apresentações em PowerPoint. Em sua primeira luta de volta, Gulak ostentava todos os anéis pretos e cabelos penteados para trás, enquanto atacou Noam Dar antes de derrotar Akira Tozawa. Na semana seguinte, ele participou de uma luta fatal four-way contra Tozawa, Humberto Carrillo e Oney Lorcan para determinar o desafiante número um pelo Campeonato Peso Cruzado, onde ele e Tozawa prenderam os ombros um do outro no tatame. Portanto, ambos venceram a luta e ganharam o direito de desafiar Nese no Stomping Grounds em um combate triplo, onde Gulak derrotou Tozawa para ganhar o Campeonato Peso Cruzado pela primeira vez.
Gulak então derrotou Nese no Extreme Rules em uma revanche pelo título. No SummerSlam, Gulak defendeu com sucesso seu título contra Oney Lorcan depois de usar táticas dissimuladas. Dois dias depois, no 205 Live, Gulak novamente manteve seu título contra Lorcan por finalização. No Clash of the Champions, Gulak manteve o título em um combate triplo contra Lince Dorado e Humberto Carrillo. Gulak perdeu o renomeado Campeonato Peso Cruzado  NXT para Lio Rush em 9 de outubro no episódio do NXT, terminando seu reinado em 108 dias. Em 11 de outubro no episódio do 205 Live, Gulak se uniu a Tony Nese contra Oney Lorcan e Danny Burch em um esforço perdido no que viria a ser o último combate de Gulak no 205 Live.

#### Aliança com Daniel Bryan (2019–2020)
Como parte do draft de 2019, Gulak foi transferido para a marca SmackDown. Gulak, mais uma vez fazendo sua gimmick de campanha, fez sua estréia em 18 de outubro no episódio do SmackDown, onde tentou mostrar a Braun Strowman uma apresentação em PowerPoint sobre como derrotar Tyson Fury, mas foi rapidamente derrotado por Strowman. Na semana seguinte, ele tentaria mostrar uma apresentação em PowerPoint sobre como Braun Strowman pode perder para Tyson Fury antes de sua partida com Kalisto, mas ele foi novamente atacado por Strowman. Em 15 de novembro no episódio do SmackDown, Gulak junto com o B-Team (Curtis Axel e Bo Dallas) provocariam Strowman por sua derrota contra Tyson Fury, mas Strowman atacaria todos os três lutadores.
Em 21 de fevereiro de 2020, episódio do SmackDown, Gulak começou uma rivalidade com Daniel Bryan depois de afirmar ter "encontrado buracos em seu jogo" e o colocado em partidas contra adversários como Heath Slater e Curtis Axel para testar suas fraquezas, mas Bryan saiu vitorioso. Em 6 de março no episódio do SmackDown, Bryan desafiou Gulak para uma luta no Elimination Chamber, que Gulak perdeu.
No episódio de 13 de março do SmackDown, Gulak formou uma aliança com Daniel Bryan depois que os dois homens ganharam respeito mútuo um pelo outro, tornando face no processo. Ele posteriormente administrou Bryan durante sua partida contra Cesaro, onde ambos foram posteriormente atacados por Cesaro, Shinsuke Nakamura e Sami Zayn. Na semana seguinte, Gulak e Bryan se uniram para derrotar Cesaro e Nakamura em uma luta de duplas. Em 27 de março no episódio do SmackDown, Gulak derrotou Nakamura para Bryan ganhar uma luta pelo Campeonato Intercontinental contra Zayn na WrestleMania 36. Durante a Noite 1 da WrestleMania em 4 de abril, Gulak foi derrotado por Cesaro no pré-show enquanto Bryan não conseguiu vencer o Campeonato Intercontinental de Zayn no card principal. Em 15 de maio no episódio do SmackDown, Gulak competiu em um torneio pelo vago Campeonato Intercontinental, mas foi eliminado por Bryan na primeira rodada. Após esta luta, no dia seguinte, o contrato de Gulak com a WWE expirou.

#### Campeão 24/7 e vários rivalidade (2020–presente)
Em 25 de maio de 2020, foi relatado que Gulak foi re-assinado pela WWE, e seu perfil no WWE.com foi movido de volta para a página da lista do SmackDown. Em 29 de maio, no episódio do SmackDown, Gulak participou de sua primeira luta de volta para a WWE, um battle royal de 10 homens por uma vaga no torneio pelo Campeonato Intecontinental, mas foi eliminado por King Corbin. No episódio de 5 de junho do SmackDown, Gulak derrotou AJ Styles. Isso lhe rendeu uma luta pelo Campeonato Intercontinental contra Styles em 3 de julho no episódio do SmackDown, onde ele não teve sucesso em conquistar o título. Em 17 de julho, Gulak atuou como comentarista convidado no 205 Live ao lado de Vic Joseph, onde continuou a fornecer comentários para o show até o retorno de Nigel McGuinness. No Clash of Champions, Gulak derrotou R-Truth para se tornar o Campeão 24/7 pela primeira vez. Ele perderia o título de volta para Truth mais tarde naquela noite.
Como parte do Draft de 2020 em outubro, Gulak foitransferido para o Raw. Nos meses seguintes, ele continuou perseguindo o Campeonato 24/7, principalmente rivalizando com R-Truth e Akira Tozawa e capturando-o em várias ocasiões, também se transformando em um tweener no processo. Durante o show inicial do Survivor Series, Gulak ganhou o título pela sétima vez como The Gobbledy Gooker, um personagem de comédia original retratado por Héctor Guerrero no evento Survivor Series de 1990; este reinado é reconhecido pela WWE como um reinado para The Gobbledy Gooker, mas não para Gulak. No episódio do Raw de 11 de janeiro, Gulak enfrentaria AJ Styles por uma chance de se classificar para o Royal Rumble de 2021, mas não teve sucesso. Depois disso, Gulak lutaria principalmente no Main Event.
Como parte do Draft de 2021, Gulak foi draftado para o SmackDown.

## Vida pessoal
Gulak é judeu. Ele é um ex-aluno da Colégio Nordeste, tendo crescido na cidade de Filadélfia. Seu irmão mais novo Rory também era um lutador que competia exclusivamente no circuito independente. Ele também trabalha no WWE Performance Center como treinador.
Gulak é amigo íntimo dos lutadores Riddle, Oney Lorcan, Timothy Thatcher, Orange Cassidy, Tracy Williams e o falecido Danny Havoc, a quem ele prestou homenagem durante sua luta pelo Campeonato Intercontinental contra AJ Styles.

## Campeonatos e conquistas
- Beyond Wrestling
  - Torneio para amanhã 3:16 (2014) – com Biff Busick
- Championship Wrestling from Hollywood
  - Campeonato de Duplas de Herança da CWFH (1 vez) – com Timothy Thatcher[56]
- Chikara
  - Campeonatos de Parejas (1 vez) – com Fire Ant[57]
  - King of Trios (2011) – com Fire Ant e Green Ant[58]
  - Grand Prix Mundial de Duplas (2008) – com Fire Ant
  - Torneo Cibernético (2014)
- Combat Zone Wrestling
  - Campeonato Mundial dos Pesos Pesados da CZW  (1 vez)
  - Campeonato Mundial de Duplas da CZW (2 vezes) – com Andy Sumner
  - Campeonato de TV com Fio da CZW (1 vez)
  - Chris Cash Memorial Battle Royal (2005)
  - Quinto Campeão da Tríplice Coroa
- DDT Pro-Wrestling
  - Campeonato Peso Pesado do Ironman (1 vez)
- Eastern Wrestling Alliance
  - Campeonato Peso Cruzado da EWA (1 vez)
  - Campeonato de Duplas da EWA (1 vez) – com Andy Sumner
- Evolve
  - Campeonato de Duplas da Evolve (1 vez) – com Tracy Williams[59]
  - Torneio de Batalha de Estilo (2013)
- New York Wrestling Connection
  - Mestre do tapete (2014)
- Pro Wrestling Illustrated
  - Classificado em 60º lugar entre os 500 melhores lutadores individuais no PWI 500 em 2020
- United Wrestling Network
  - Campeonato de Duplas da UWN (1 vez) – com Timothy Thatcher
- WWE
  - Campeonato 24/7 (8 vezes)
  - Campeonato Peso Cruzador (1 vez)
  - Slammy Award (1 vez)
    - Pin mais criativo do ano 24/7 (2020) vestido de zelador no Raw (5 de outubro)

### Recorde deLuchas de Apuestas
| Vencedor (aposta)                            | Perdedor (aposta)              | Localização             | Evento           | Data               | Notas |
| -------------------------------------------- | ------------------------------ | ----------------------- | ---------------- | ------------------ | ----- |
| Formiga de Fogo e Formiga Soldado (máscaras) | Chuck Taylor e Ícaro (cabelos) | Filadélfia, Pensilvânia | Aniversario Yang | 24 de Maio de 2009 |       |